# トヨタカローラ札幌
トヨタカローラ札幌株式会社（トヨタカローラさっぽろ）は、北海道札幌市豊平区に本社を置き、トヨタカローラ店を展開していた自動車ディーラー。

## 概要
2024年10月1日、アンビシャスグループ北海道は傘下のトヨタカローラ札幌、札幌トヨペット、ネッツ トヨタ函館の3社を2025年4月1日に統合し、AGHトヨタ札幌株式会社を設立することを発表した。
2025年4月1日、トヨタカローラ札幌はAGHトヨタ札幌に社名変更し、同日付で札幌トヨペット、ネッツトヨタ函館を合併した。

## 沿革
- 1962年 - パブリカ札幌株式会社として設立。
- 1964年 - 札幌市豊平区美園3条6丁目に本社屋落成。
- 1969年 - 現社名に社名変更。関連会社としてトヨタオート函館（現・ネッツトヨタ函館）を設立。
- 1986年 - トヨタレンタリース新札幌および松本自動車工業がグループ入り。
- 1989年 - トヨタカローラ道都と合併。
- 1992年 - 本社新社屋完成。フォルクスワーゲン・アウディ正規ディーラー「DUO藻岩」開設。
- 2003年 - 関連会社として株式会社ICS を設立。プジョー正規ディーラー「プジョー札幌南」開設。
- 2005年 -「レクサス藻岩｣を 開設。
- 2007年 - 由仁店を札幌トヨペットと協業営業。
- 2008年 - 輸入車部門をDUO札幌株式会社として分社化 （2011年、株式会社ICSと合併）。
- 2010年 - シトロエン正規ディーラー「シトロエン札幌南」開設。
- 2015年 - 「ダイハツ豊平」開設。
- 2019年 - 「トヨタカローラ札幌 フィリピンインク」設立。
- 2020年 - 札幌トヨペットおよび北日本ファミリーを傘下に入れる[3]。「プジョー札幌南」「シトロエン札幌南」をイデアルに譲渡する。
- 2021年 - 「レクサス苫小牧」完成。持株会社「アンビシャスグループ北海道株式会社」設立。
- 2023年7月 - 株式会社ICSが運営していた「フォルクスワーゲン豊平」「フォルクスワーゲン苫小牧」「フォルクスワーゲン札幌西」をMID ALFA（旧・北海道ブブ。光岡自動車）に譲渡する。
- 2025年4月1日 - トヨタカローラ札幌、札幌トヨペット、ネッツトヨタ函館と統合し、AGHトヨタ札幌を設立[4]。

## 店舗

### 札幌市
- ジョイック藻岩 - 札幌市中央区南30条西11丁目3-10
- 南9条店 - 札幌市中央区南8条西7丁目1037-32
- 北2条店 - 札幌市中央区北2条東2丁目1
- 篠路店 - 札幌市北区篠路4条1丁目1-1
- ジョイック新琴似 - 札幌市北区新琴似7条4丁目1-40
- ジョイック百合が原 - 札幌市東区北48条東16丁目3-10
- ジョイック東苗穂 - 札幌市東区本町2条10丁目3-15
  - 法人営業部 - 札幌市東区本町2条10丁目3-17
- ジョイック美香保 - 札幌市東区北18条東15丁目4-1
- ジョイック白石 - 札幌市白石区本通10丁目北1-20
- ジョイック南郷通 - 札幌市白石区南郷通21丁目南3-30
- アンビシャス厚別通 - 札幌市厚別区厚別西5条3丁目1-10
  - GR Garage札幌厚別通を併設。
- 本店 - 札幌市豊平区美園3条6丁目3-10
- ジョイック清田 - 札幌市清田区真栄1条2丁目1-12
- ジョイック澄川 - 札幌市南区澄川4条3丁目3-18
- 藤野店 - 札幌市南区藤野2条7丁目2-3
- ジョイック西 - 札幌市西区西町南10丁目1-32
- 八軒店 - 札幌市西区八軒5条西10丁目5-1
- 二十四軒店 - 札幌市西区二十四軒3条2丁目1-25
- 手稲店 - 札幌市手稲区富丘3条5丁目6-1

### 札幌近郊
- ジョイック花川 - 石狩市花川南8条1丁目58
- ジョイック江別 - 江別市弥生町34-13
- 北広島店 - 北広島市共栄31-1
- ジョイック恵庭 - 恵庭市柏陽町3丁目194-163
- ジョイック千歳 - 千歳市上長都963-2

### 空知地方
- ジョイック岩見沢 - 岩見沢市5条東15丁目7-6
- 滝川店 - 滝川市流通団地1丁目1-34
- 美唄店 - 美唄市字美唄1120-1
- 芦別店 - 芦別市北7条西4丁目3-1
- 由仁店 - 夕張郡由仁町古川117

### 後志地方
- ジョイック小樽 - 小樽市奥沢1丁目14-10
- ジョイック余市 - 余市郡余市町黒川町1088-14
- 倶知安店 - 虻田郡倶知安町字高砂99-1
- 岩内店 - 岩内郡岩内町字東山69-3

### レクサス店
- レクサス藻岩 - 札幌市中央区南30条西11丁目1-10
- レクサス苫小牧 - 苫小牧市拓勇西町8丁目2-86

### ダイハツ店
- ダイハツ豊平 - 札幌市豊平区美園3条6丁目3-3
- ダイハツ美唄 - 美唄市字美唄1120-1（美唄店併設）
- ダイハツ由仁 - 夕張郡由仁町古川117（由仁店併設）

## 主な関連会社
- ネッツトヨタ函館
- トヨタレンタリース新札幌
- 札幌トヨペット - 2020年10月にグループ入り。